# Лофтус, Элизабет
Эли́забет Ф. Ло́фтус  (англ. Elizabeth F. Loftus; 16 октября 1944) — американский когнитивный психолог и специалист в области изучения памяти. Основной сферой её научных интересов является проблема пластичности человеческих воспоминаний. Самые известные её работы связаны с изучением воспоминаний очевидцев происшествий, а также с созданием и изучением ложных воспоминаний. Научные работы Лофтус находят применение в юридической сфере: она участвовала в качестве эксперта в сотне судебных случаев. Член Американского философского общества (2006). Лауреат Patrick Suppes Prize (2020).

## Биография
Родилась в Лос-Анджелесе (штат Калифорния, США), выросла в Бель Эйр — пригороде Лос-Анджелеса. Отец Лофтус работал врачом в Санта-Монике, а мать была библиотекарем. Когда Лофтус было 14 лет, она потеряла мать — та утонула в бассейне. В 1968 году Лофтус вышла замуж за Джеффри Лофтуса, с которым познакомилась в Стенфорде. В 1991 году они развелись. Детей не имеет.

### Карьера
Элизабет Лофтус получила степень бакалавра в Калифорнийском университете Лос-Анджелеса. В то время Лофтус была вдохновлена работами Б. Скиннера. Из его трудов она узнала, что поведение животных может быть проконтролировано и объяснено с помощью системы поощрений и наказаний. В 1966 году она поступила в аспирантуру Стэнфордского университета на программу изучения математических методов в психологии. В тот год она была единственной женщиной, поступившей на эту программу. В 1970 Лофтус получила степень доктора философии в университете Стэнфорда.
В Стэнфордском университете Лофтус занималась исследованием семантической обработки в долговременной памяти. Однажды двоюродный брат Лофтус сухо спросил её, сколько её научная работа стоила правительству, после чего она изменила область своего исследования на более практически значимую.
Департамент транспорта предоставил оплату исследований дорожно-транспортных происшествий. Там она проводит исследования по изучению связи восприятия ДТП с формулировками вопросов к свидетелям. Эта работа имела гораздо большее применение, но все ещё оставалась лабораторной, что Лофтус не подходило.
В 1973 году Лофтус получает должность в университете Вашингтона. Но простая лабораторная работа не устраивает её: Лофтус стремится принять участие в реальном судебном случае. Поэтому она обращается к государственному защитнику в Сиэтле и начинает волонтерскую работу в качестве эксперта в области памяти. После того как ей удалось добиться оправдания одного из обвиняемых в результате её экспертного вмешательства, Лофтус успешно выступает в качестве эксперта в судебных процессах. В течение следующих 35 лет Лофтус выступила экспертом в более чем 250 судебных процессах — в том числе, в случае Теда Банди и в случае Майкла Джексона.
Отмечена Patrick Suppes Prize in Psychology (2020).

## Исследования Э. Лофтус

### Эффект дезинформации
Лофтус начала изучать эффект дезинформации на примере дорожно-транспортных происшествий. В одном из экспериментов семь видеорядов длительностью от 5 до 30 секунд были показаны 45 студентам, разделенным на группы по 9 человек. В этих видео была запись автомобильной аварии. После каждого видео студенты заполняли опросный лист, первый пункт в котором был сформулирован так: «Дайте отчет об аварии, которую вы только что увидели». Далее был представлен ряд конкретных вопросов про ДТП. Самый главный вопрос касался скорости автомобилей, представленных на видео. 9 человек спросили: «Как быстро двигались автомобили на видео в тот момент, когда они врезались друг в друга?». Остальные испытуемые получили похожий вопрос, в нём вместо слова «врезались» использовались слова «соприкоснулись», «ударились», «разбились», «стукнулись». При использовании в вопросе слова «разбились» машинам приписывалась наибольшая скорость — 40,8 миль/ч. Результатом данного эксперимента стал вывод о том, что форма вопроса влияет на ответ свидетеля. Лофтус сделала предположение, что это связано с изменениями представления в памяти испытуемых.
В другом эксперименте в работе на Департамент Транспорта Лофтус получила похожий эффект. Вопрос «Видели ли вы, как разбилась фара?» влечет за собой большее количество ложных свидетельств о разбитой фаре, в то время как на самом деле фара не была разбита.

### Внедрение ложных воспоминаний
В 1995 году, в первом эксперименте, связанном с попыткой внедрения ложных воспоминаний, родственники участников эксперимента вкратце рассказывали участникам о событиях из их детства. При этом, описываемые события никогда не происходили в действительности. Например, участникам рассказывалось, как они потерялись в торговом центре, когда им было 5 лет, хотя на самом деле этого не происходило. Через некоторое время испытуемым предлагалось вспомнить эти истории. Оказалось, что около 25 % участников поверило в то, что информация достоверна. Кроме того, многие испытуемые дополняли свои «воспоминания» красочными подробностями.
Интересно, что сама Лофтус отмечала факт наличия у себя ложного воспоминания травмирующего характера. В 1988 году она рассказала дяде, что была первой, кто нашёл свою мёртвую мать в бассейне. Однако, её дядя и другие родственники опровергли эту историю, сообщив, что в действительности тело было найдено её тётей.

### Изучение ошибок восприятия времени
В совместном эксперименте 2003 года В. В. Нуркова, Э. Лофтус и Д. М. Бернштейн проанализировали искаженность воспоминаний о временных интервалах. Испытуемых в Москве и в Нью-Йорке спрашивали о временной протяженности террористических актов (москвичей спрашивали про теракт 1999 года, а ньюйоркцев про атаку всемирного торгового центра). В обоих случаях время было переоценено. В Москве общий процент переоценки был 25,5 % и 67,4 % для крушения башен в Нью-Йорке. Из чего можно сделать вывод о том, что время, наполненное событиями, субъективно воспринимается в дальнейшем как более протяжённое.

### Ложное свидетельствование
Летом 1990 года к Элизабет Лофтус обратился адвокат, который сообщил, что человек по имени Джордж Франклин обвиняется в убийстве ребёнка на основе воспоминаний дочери подозреваемого, Эйлин. Утверждалось, что убийство произошло 21 год назад. Эйлин, дочери обвиняемого, было 8 лет в момент совершения «преступления» её отцом. Эйлин Франклин утверждала, что её воспоминание всплыло во время сеанса психотерапии. Лофтус приняла участие в этом деле в качестве эксперта по ложным воспоминаниям, однако, случай всё равно закончился приговором обвиняемому.
В июне 1991 года, Мэрилин Ван Дербур, Мисс Америка 1958, в возрасте 53 лет сообщила, что с 5 до 18 лет переживала сексуальное насилие со стороны отца. В том же году, женщина по имени Розанна Барр утверждала, что 30 лет назад она пережила сексуальное насилие со стороны отца и матери. Обе женщины подали в суд на своих родителей.[значимость факта?]
С целью доказательства ложности воспоминаний «пострадавших» Лофтус занялась исследованием условий и действий, которые позволяют создать ложные воспоминания В качестве такого условия она выделяет доверие к человеку, который создает ложное воспоминание — на этой основе вымышленная история начинает обрастать деталями. В одном из исследований Лофтус удалось имплантировать 16 % испытуемых ложные воспоминания о том, как они встретили Багза Банни в Диснейленде (хотя это невозможно, так как данный персонаж не принадлежит Disney)..
В другом эксперименте у испытуемых создавалось воспоминание о том, что в детстве они отравились варёными яйцами, огурцами либо клубничным мороженым. Испытуемые получали ложную обратную связь о том, что специальная компьютерная программа проанализировала их данные и пришла к выводу, что в детстве они отравились именно этим продуктом. Затем их пригласили на пикник, где в навязчивой форме предложили съесть эти продукты. Оказалось, что испытуемые сохраняют тенденцию к избеганию этих продуктов на некоторое время.

### Критика исследований
Исследования Лофтус подвергались критике из-за этического аспекта используемых ей методов, а также из-за неадекватности сделанных ей выводов и обобщений. Некоторые авторы пытались найти ошибки, преувеличения или упущения в её работах. Лофтус опубликовала опровержение данной критики, утверждая, что обвинения основаны на личной неприязни к ней, а не на адекватном понимании её статей.

## Публикации

### Значимые журнальные статьи
- Loftus, E.F. Reconstructing memory: The incredible eyewitness (англ.) // Psychology Today[англ.] : magazine. — 1974. — Vol. 8. — P. 116—119.
- Loftus, E.F.; Palmer, J.C. Reconstruction of automobile destruction: An example of the interaction between language and memory (англ.) // Journal of Verbal Learning and Verbal Behavior : journal. — 1974. — Vol. 13. — P. 585—589. — doi:10.1016/S0022-5371(74)80011-3.
- Loftus, E.F. Leading questions and the eyewitness report // Cognitive Psychology. — 1975. — Т. 7. — С. 560—572. — doi:10.1016/0010-0285(75)90023-7.
- Loftus, E.F.; Miller, D.G.; Burns, H.J. Semantic integration of verbal information into a visual memory (англ.) // Journal of Experimental Psychology: Human Learning and Memory[англ.] : journal. — 1978. — Vol. 4. — P. 19—31. — doi:10.1037/0278-7393.4.1.19.
- Loftus, E.F. The malleability of human memory (англ.) // American Scientist[англ.] : magazine. — 1979. — Vol. 67. — P. 312—320.
- Loftus, E.F. Silence is not golden (англ.) // American Psychologist : journal. — 1983. — Vol. 38. — P. 564—572. — doi:10.1037/0003-066x.38.5.564.
- Christianson, S.; Loftus, E.F. Memory for traumatic events // Applied Cognitive Psychology. — 1987. — Т. 1. — С. 225—239. — doi:10.1002/acp.2350010402.
- Loftus, E.F.; Hoffman, H.G. Misinformation and memory: The creation of memory (англ.) // Journal of Experimental Psychology: General[англ.] : journal. — 1989. — Vol. 118. — P. 100—104.
- Loftus, E.F. The glitter of everyday memory...and the gold (англ.) // American Psychologist : journal. — 1991. — January (vol. 46, no. 1). — P. 16—18. — doi:10.1037/0003-066X.46.1.16. — PMID 1996855.
- Loftus, E.F. The reality of repressed memories (англ.) // American Psychologist : journal. — 1993. — Vol. 48. — P. 518—537. — doi:10.1037/0003-066x.48.5.518.
- Loftus, E.F.; Garry, M.; Feldman, J. Forgetting sexual trauma (англ.) // Journal of Consulting and Clinical Psychology[англ.] : journal. — 1994. — Vol. 62. — P. 1177—1181. — doi:10.1037/0022-006x.62.6.1177.
- Loftus, E.F.; Pickrell, J.E. The formation of false memories (англ.) // Psychiatric Annals[англ.] : journal. — 1995. — Vol. 25. — P. 720—725.
- Loftus, E.F. Remembering dangerously (англ.) // Skeptical Inquirer : magazine. — 1995. — Vol. 19. — P. 20—29.
- Garry, M.; Manning, C.; Loftus, E.F.; Sherman, S.J. Imagination Inflation: Imagining a childhood event inflates confidence that it occurred (англ.) // Psychonomic Bulletin and Review : journal. — 1996. — Vol. 3. — P. 208—214. — doi:10.3758/bf03212420.
- Loftus, E.F. Illusions of Memory (англ.) // Proceedings of the American Philosophical Society[англ.] : journal. — 1998. — Vol. 142. — P. 60—73.
- Loftus, E.F. Lost in the mall: Misrepresentations and misunderstandings (англ.) // Ethics & Behavior : journal. — 1999. — Vol. 9, no. 1. — P. 51—60. — doi:10.1207/s15327019eb0901_4. — PMID 11657488.
- Mazzoni, G.A.L.; Loftus, E.F.; Kirsch, I. Changing beliefs about implausible autobiographical events (англ.) // Journal of Experimental Psychology: Applied[англ.] : journal. — 2001. — Vol. 7, no. 1. — P. 51—59. — doi:10.1037/1076-898x.7.1.51.
- Loftus, E.F.; Guyer, M. (May-June 2002). Who abused Jane Doe?: The hazards of the single case history. Part I. Skeptical Inquirer. Vol. 26, no. 3. pp. 24–32. {{cite news}}: Неизвестный параметр |authormask1= игнорируется (|author-mask1= предлагается) (справка)Википедия:Обслуживание CS1 (формат даты) (ссылка)
- Loftus, E. F.; Guyer, M. J. (July-August 2002). Who abused Jane Doe? Part II. Skeptical Inquirer. Vol. 26, no. 4. pp. 37–40, 44. {{cite news}}: Неизвестный параметр |authormask1= игнорируется (|author-mask1= предлагается) (справка)Википедия:Обслуживание CS1 (формат даты) (ссылка)
- Bernstein, D.M.; Laney, C.; Morris, E.K.; Loftus, E.F. False beliefs about fattening foods can have healthy consequences (англ.) // Proceedings of the National Academy of Sciences of the United States of America : journal. — 2005. — Vol. 102. — P. 13724—13731. — doi:10.1073/pnas.0504869102. — PMID 16079200. — PMC 1236554.
- Berkowitz, S.R.; Laney, C.; Morris, E.K.; Garry, M.; Loftus, E. F. Pluto Behaving Badly:  False beliefs and their consequences (англ.) // American Journal of Psychology[англ.] : journal. — 2008. — Vol. 121. — P. 643—660. — doi:10.2307/20445490.

### Книги
- Learning. Mednick, S.A., Pollio, R. H. & Loftus, E.F. (1973). Englewood Cliffs, NJ: Prentice-Hall.
- Human Memory: The Processing of Information. Loftus, G.R. & Loftus, E.F. (1976) Hillsdale, NJ: Erlbaum Associates.
- Cognitive Processes. Bourne, L.E., Dominowski, R. L., & Loftus, E.F. (1979). Englewood Cliffs, NJ: Prentice-Hall.
- Eyewitness Testimony. Loftus, E.F. (1979). Cambridge, MA: Harvard University Press. (National Media Award, Distinguished Contribution, 1980). (Reissued with new Preface in 1996).
- Memory. Loftus, E.F. (1980). Reading, MA: Addison-Wesley. (Reprinted by NY: Ardsley Press 1988).
- Psychology. Wortman, C.B. & Loftus, E.F. (1981). New York: Random House (Knopf).
- Essence of Statistics. Loftus, G.R. & Loftus, E.F. (1982). Monterey, CA: Brooks/Cole.
- Psychology Today Bootzin, R., Loftus, E., & Zajonc, R. (1983). (5th ed.). NY: Random House.
- Mind at Play. Loftus, G.R. & Loftus, E.F. (1983). New York: Basic Books.
- Eyewitness Testimony—Psychological perspectives. Wells, G. & Loftus, E.F. (Eds.) (1984). NY: Cambridge University Press.
- Psychology (2nd ed.) Wortman, C.B. & Loftus, E.F. (1985). NY: Random House (Knopf).
- Cognitive Processes. Bourne, L.E., Dominowski, R.L., Loftus, E.F., & Healy, A. (1986). Englewood Cliffs: Prentice-Hall.
- Eyewitness Testimony: Civil and Criminal. Loftus, E.F. & Doyle, J. (1987). NY: Kluwer.
- Statistics. Loftus, G.R. & Loftus, E.F. (1988). New York: Random House.
- Psychology (3rd ed.). Wortman, C.B. & Loftus, E.F. (1988). NY: Random House (Knopf).
- Witness for the Defense; The Accused, the Eyewitness, and the Expert Who Puts Memory on Trial Loftus, E.F. & Ketcham, K. (1991) NY: St. Martin’s Press.
- Psychology (4th ed.) Wortman, C.B. & Loftus, E.F. (1992) NY: McGraw Hill.
- Eyewitness Testimony — Civil and Criminal. Loftus, E.F. & Doyle, J.M. (1992) Charlottesville, VA: The Michie Co.
- The Myth of Repressed Memory. Loftus, E.F. & Ketcham, K. (1994) NY: St. Martin’s Press.
- Eyewitness testimony: Civil & Criminal, 3rd edition. Loftus, E.F. & Doyle, J.M. (1997) Charlottesville, Va: Lexis Law Publishing.
- Psychology (5th edition). Wortman, C.B., Loftus, E.F., & Weaver, C. (1999) NY: McGraw Hill.
- Eyewitness testimony: Civil & Criminal, 4th edition. Loftus, E.F., Doyle, J.M. & Dysert, J. (2008) Charlottesville, Va: Lexis Law Publishing. (482 pages)